# چهار شگفت‌انگیز: قیام موج‌سوار نقره‌ای
چهار شگفت‌انگیز: قیام موج‌سوار نقره‌ای (به انگلیسی: Fantastic Four: Rise of the Silver Surfer) نام فیلمی ابرقهرمانی محصول سال ۲۰۰۷ کمپانی فاکس آمریکا است که بر اساس گروه ابرقهرمانی چهار شگفت‌انگیز از مجموعه کتاب‌های مصور کمپانی مارول کامیکس ساخته شده‌است. این فیلم به نویسندگی دن پاین و مارک فراست، و کارگردانی تیم استوری است که دنباله‌ای بر فیلم چهار شگفت‌انگیز (۲۰۰۵) محسوب می‌شود.

## بازیگران
- یوان گریفید در نقش رید ریچاردز / آقای شگفت‌انگیز
- جسیکا آلبا در نقش سوزان استورم / زن نامرئی
- کریس ایوانز در نقش جانی استورم / مشعل انسانی
- مایکل چکلیس در نقش بن گیریم / تینگ
- داگ جونز در نقش موج‌سوار نقره‌ای
- جولین مک‌مان در نقش ویکتور ون دووم / دکتر دووم
- کری واشینگتن در نقش آلیشا مسترز
- بئو گرت در نقش نوا
- ونسا لاشِـی در نقش دوست جانی
- جولیانا رانتسیک در نقش خودش